# Ian Stewart (musicista)
Ian Stewart, detto Stu (Pittenweem, 18 luglio 1938 – Londra, 12 dicembre 1985), è stato un musicista britannico.
È stato uno dei membri fondatori dei Rolling Stones.

## Biografia
Dopo aver fondato i Rolling Stones assieme a Mick Jagger e Brian Jones, nel 1963 venne allontanato dal manager Andrew Loog Oldham, di comune accordo con gli altri membri della band. Era il pianista del gruppo. Venne licenziato (anche se ufficialmente "lasciò la band") per puri motivi di marketing: gli Stones erano formati da sei membri, troppi per gli standard dell'epoca, fu quindi deciso di eliminarne uno e la scelta cadde sullo stesso Ian, in quanto, brutto e sgraziato, non aveva il look giusto per il gruppo che doveva fare concorrenza ai Beatles anche in materia di successo tra il pubblico femminile. Si dice che Stu se l'aspettasse, e che accettò comunque di continuare a collaborare con i suoi ex-compagni per amore della band. Infatti, svolse la funzione di  road manager per tutta la vita, e soprattutto continuò a suonare il piano in molti dei brani degli Stones. 
Nel 1980 partecipò al supergruppo Rocket88 con alcuni amici musicisti, Colin Hodgkinson, Alexis Korner, Charlie Watts e Dick Morrissey e pubblico' un LP a tale nome. 
Negli anni '80 suonò in alcuni dischi del musicista italiano Guido Toffoletti e la sua Blues Society.
Morì per un attacco cardiaco nella sala d'aspetto della clinica dove avrebbe dovuto ricoverarsi per curare i suoi gravi problemi respiratori.

## Riconoscimenti
I Rolling Stones apprezzarono il gesto di Stu che rimase a contatto della band. Tuttavia, non riconobbero mai la sua importanza nel gruppo, né il suo ruolo fondamentale all'epoca degli esordi. Tra l'altro, Mick Jagger e Keith Richards, che firmarono la stragrande maggioranza delle canzoni (in realtà fu uno stratagemma per competere con l'altra coppia John Lennon/Paul McCartney), non concessero neppure parte delle altissime royalties agli altri membri ufficiali del gruppo.
Alla morte di Ian, però, cambiarono atteggiamento: Jagger riuscì a far inserire il nome di Stu nella headline ufficiale della band all'interno della Rock and Roll Hall of Fame, e il gruppo incise un album dal nome Dirty Work, basato sulla canzone omonima, che voleva essere un tributo al loro "sesto Stone".

## Discografia

### Collaborazioni
- "Rocket88" - Rocket88 (1980) con Colin Hodgkinson, Alexis Korner, Charlie Watts e Dick Morrissey
- "Guido Toffoletti's Blues Society" - "No Compromise" 1985 LP Appaloosa con Sappho Korner; Zoot Money; Dick Heckstall-Smith e Mick Taylor
- "Guido Toffoletti's Blues Society" - Ways Back" 1988 LP Appaloosa - brani inediti dal 1979 al 1987 con Mick Taylor; Paul Mills; Jorma Kaukonen;Zoot Money; Mel Collins; Paul Jones; Tolo Marton